# أعمال الطرق

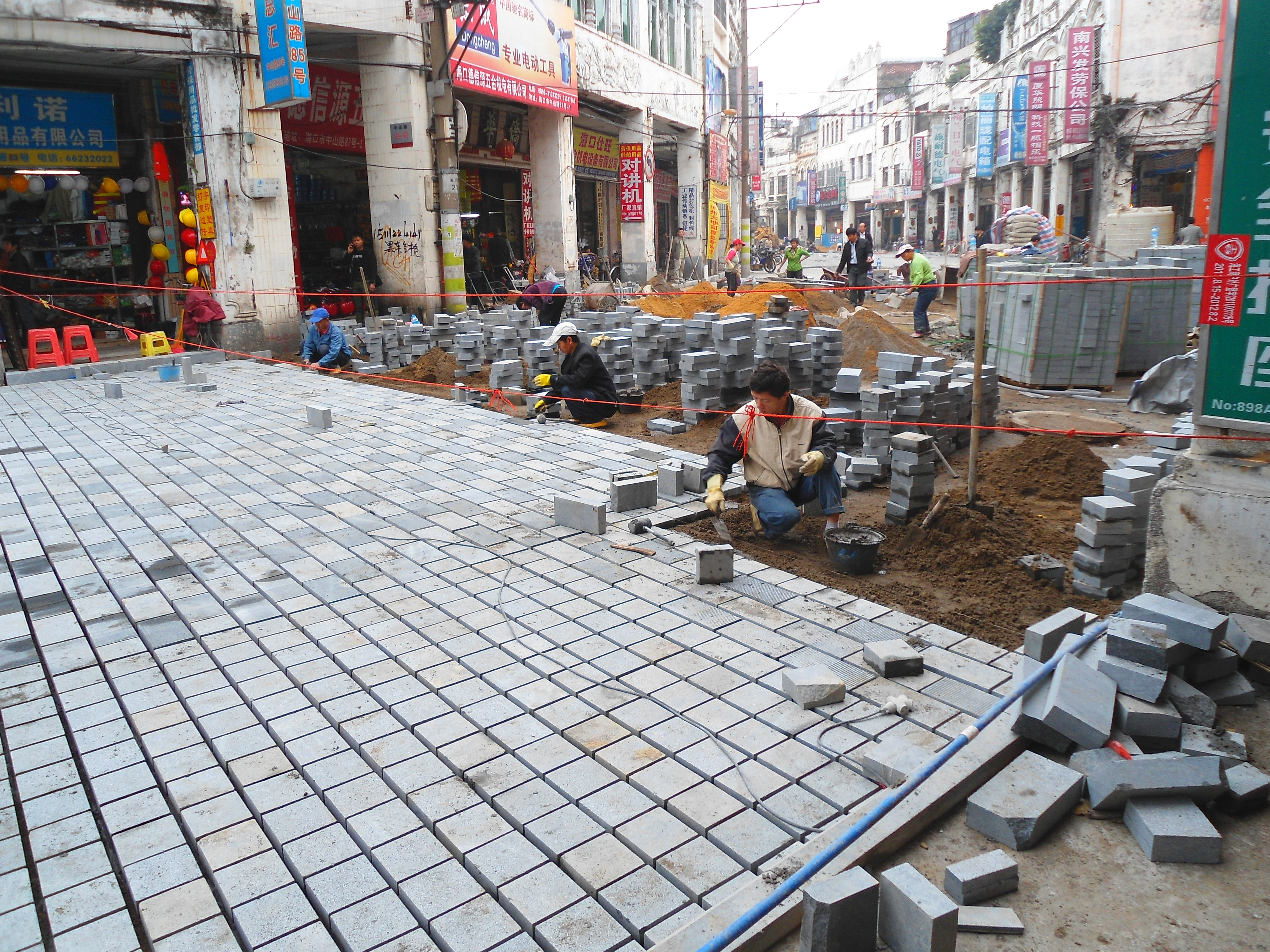
استبدال سطح طريق في هايكو في الصين

إشارة تحذيرية في ألمانيا تدل على أعمال الطرق وتكون متشابهه في معظم أوروبا

أعمال الطرق عندما يكون جزء من الطريق غالباً أو كامل الطريق فيه أعمال متعلقة بالطريق، في معظم الأحيان تكون لإصلاح سطح الطريق. غير أنها يمكن أن تكون جراء حادث كبير والحطام المتناثر على الطريق يحتاج إزالة.
في أغلب الأحيان توضع إشارات تحذيرية ولكن من الممكن أن تكون متأخرة أو مفاجئة أو مفقودة. وتتعدد أنواعها من أشرطة أو أقماع أو حواجز بلاستيكية.
في بعض البلدان يجب تأمين مسارات بديلة للطريق الذي ستجري عليه الأعمال، وتميز بألوان مختلفة. في ألمانيا وأغلب بلدان أوروبا يكون لونها أصفر، في سويسرا وإيرلندا يكون لونها برتقالي.
تنفذ أعمال الطرق في الليل غالباً لتجنب تعطيل حركة المرور.